# Wilhelm Sponneck

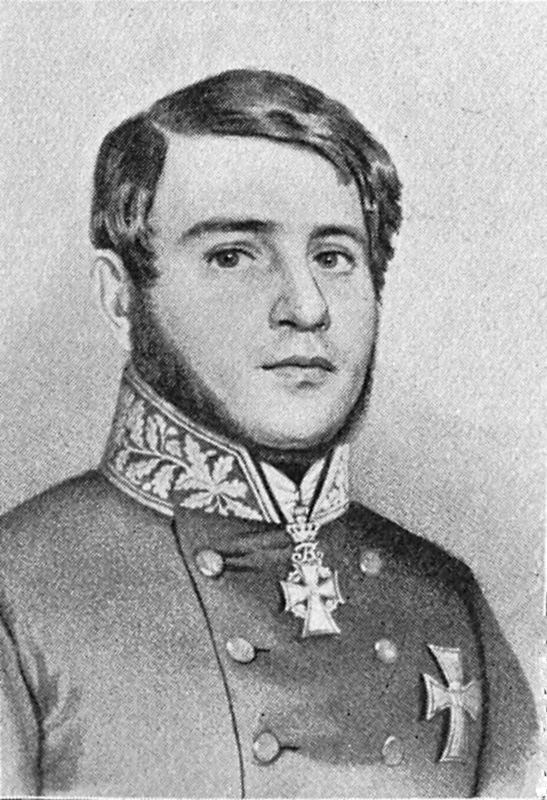
Wilhelm Sponneck (um 1850)

Wilhelm Carl Eppingen Sponneck, Reichsgraf (Rigsgreve) Sponneck  (* 16. Februar 1815 in Ringkøbing; † 29. Februar 1888 in Hellerup) war ein dänischer Politiker, der unter anderem zwischen 1848 und 1854 Finanzminister sowie von 1854 bis 1863 Generalzolldirektor war und in diesen Funktionen nachhaltig das Finanz- und Zollwesen der 1849 gegründeten konstitutionellen Monarchie prägte.

## Leben

### Studium, Zollbeamter und Reform des Zollwesens
Sponneck, Sohn des Amtsrichters, Präfekten und Reichsgrafen Wilhelm Sponneck (1787–1874), begann nach dem Besuch der Sorø Akademi ein Studium der Rechtswissenschaften, das er 1836 abschloss. 1837 wurde er Kammerjunker und nahm 1838 eine Tätigkeit als Auskultator im Generalzollkammerkollegium (Generaltoldkammerkollegiet ), der Zollverwaltung, auf und unternahm während dieser Zeit auch Studienreisen nach Frankreich und Deutschland. Aufgrund seiner dortigen Studien gab er 1840 das vom wirtschaftlichen Liberalismus geprägte zweibändige Fachbuch Om Toldvæsen i Almindelighed og det danske Toldvæsen i Særdeleshed heraus, das die Grundlage für den Aufbau des dänischen Zollwesens bildete. Darin sah er die Abschaffung der bestehenden Schutzzölle und eine Modernisierung des Zollwesens vor. Ein Schwerpunkt lag dabei auf der notwendigen Verzollung von Massenverbrauchsgütern sowie Luxusgütern wie Kaffee, Branntwein und Zucker, während dementsprechende Verbrauchssteuern abgeschafft werden sollten.
In den folgenden Jahren stieg Sponneck innerhalb der Zollverwaltung auf und war zunächst Amtmann sowie Sekretär des Zollkammerkollegiums. 1841 heiratete er Annette Sigfride Lowzow, die Tochter seines obersten Vorgesetzten Frederik Lowzow, der zwischen 1841 und 1843 Direktor des Zollkammerkollegiums war. Als er kurz darauf zunächst Beirat des Kollegiums wurde, erfolgte 1843 seine Berufung zum Zollkammerrat sowie Leiter der für das Königliche Zollwesen zuständigen 1. Sektion. Zugleich wurde ihm 1843 das Ritterkreuz des Dannebrogordens sowie 1844 die Dannebrogsmændenes Hæderstegn verliehen.
1846 entwarf Sponneck, der 1846 Kammerherr sowie 1848 Kommandeur des Danebrogordens wurde, einen Regierungsentwurf für ein Zollgesetz, das einen allmählichen Ausstieg aus den Schutzzöllen vorsah. Im Anschluss vertrat er den Gesetzentwurf für die Regierung als Königlicher Kommissar in den Provinzialständen für die dänischen Inseln in Roskilde sowie für Nørrejylland in Viborg. Zugleich erarbeitete er mit Karl Philipp Francke, dem Leiter der Zollverwaltung in den Herzogtümern Holstein und Schleswig, an einer Neuordnung der Zollverwaltungsregeln sowie an einer aus Sponnecks Sicht pragmatischen Fortsetzung der Zollvereinheitlichungsbestrebungen, die durch das Zollgesetz von 1838 eingeleitet wurde.

### Verhandlungen zur Bildung des Märzministeriums 1848 und Begründung der konstitutionellen Monarchie 1849

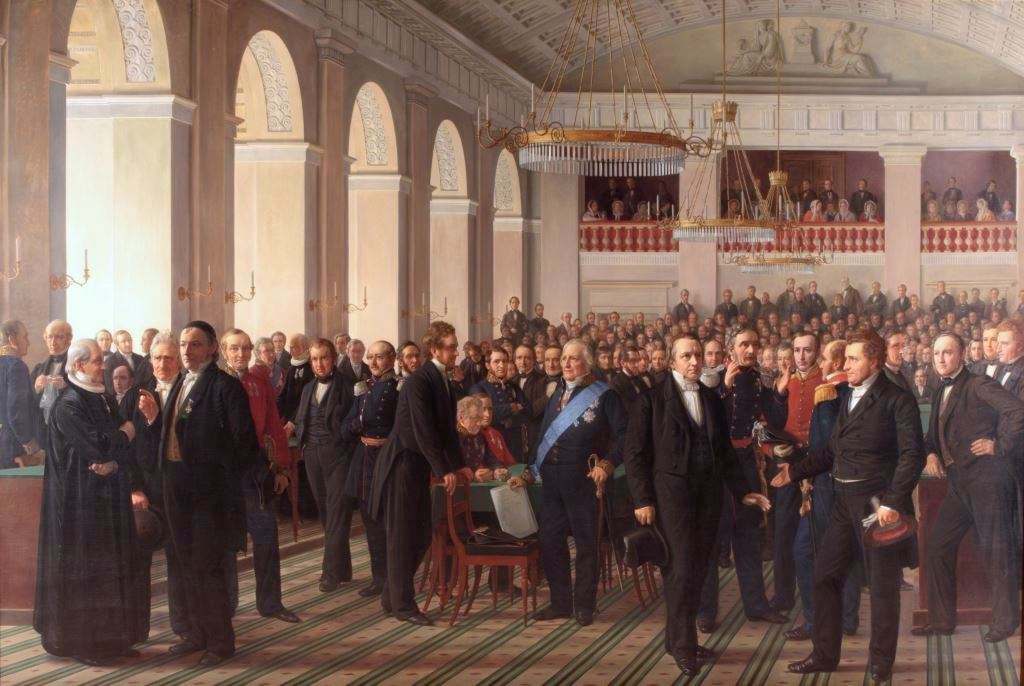
Die verfassungsgebende Reichsversammlung trat erstmals am 23. Oktober 1848 zusammen. Gemälde von Constantin Hansen, Schloss Frederiksborg, Hillerød

Mit den Verfassungs- und Verwaltungsumwälzungen des Jahres 1848 eröffneten sich für Sponneck neue Reformmöglichkeiten. Wie sein oberster Vorgesetzter Christian Albrecht Bluhme, der 1843 Nachfolger von Frederik Lowzow als Direktor des Zollkammerkollegiums wurde, und Karl Philipp Francke gehörte auch er dem konservativen Fønixklub an, der sich gegen die nationalliberalen Eiderdänen richtete.
Nachdem Carl Emil Bardenfleth (1807–1857) am 20. März 1848 mit der Bildung einer neuen Regierung betraut worden war, suchte diese Kontakte zu Ditlev Gothard Monrad, aber auch zu Sponneck und Francke. Allerdings wurden diese Verhandlungen ohne Ergebnis beendet. Dies führte zu seiner wachsenden Bedeutung und er wurde auch Regierungskommissar in der letzten Sitzung der Provinzialstände, auf der ein Wahlgesetz für eine Verfassungsgebende Reichsversammlung debattiert wurde. Im Oktober 1848 wurde er von König Friedrich VII. zum Mitglied der Gesetzgebenden Reichsversammlung (Den Grundlovgivende Rigsforsamling) ernannt.

### Finanzminister 1848 bis 1854
Am 16. November 1848 wurde Sponneck von Ministerpräsident Adam Wilhelm Moltke als Finanzminister (Finansminister) in dessen zweite Regierung berufen, dem sogenannten „Novemberministerium“. Das Amt des Finanzministers bekleidete er auch in den nachfolgenden Regierungen Moltkes sowie von dessen Nachfolgern Christian Albrecht Bluhme und Anders Sandøe Ørsted mehr als sechs Jahre lang bis zum 12. Dezember 1854. Daneben war Sponneck, dem 1850 auch das Großkreuz des Danebrogordens verliehen wurde, zwischen 1849 und 1853 Mitglied der Reichsversammlung und vertrat dort den Wahlkreis Ribe.
Als Finanzminister führte er eine grundlegende Neuordnung der an das neue Grundgesetz Dänemarks angepassten bisherigen absolutistischen Finanzverwaltung durch, die bis 1848 als staatliche Buchhaltung geführt wurde.
Nach dem am 5. Juni 1849 in Kraft getretenen Grundgesetz (Junigrundloven) wurde ein erster Haushaltsgesetzentwurf für den Reichstag (Rigsdag) erarbeitet, der in den folgenden Jahren insbesondere mit dem früheren
Kriegsminister und Abgeordneten Anton Frederik Tscherning (1795–1874) zunehmend für eine parlamentarische Haushaltsberatung weiter ausgearbeitet und verbessert wurde.

#### Steuer- und Zollreformen
Seine reformwillige Politik mit der parlamentarischen Anbindung und Kontrolle der Finanzen musste er gegen die beiden Militärministerium durchsetzen, und zwar einerseits das Kriegsministerium (Krigsministeriet), andererseits das Marineministerium (Marineministeriet). In Verbindung mit dem Gesetzgebungsverfahren für ein Kriegssteuergesetz zwischen 1848 und 1851 führte Sponneck eine Einkommen- und Vermögenssteuer ein. Andererseits scheiterte sein Versuch eines ständigen Ruhestandsgesetzes (Pensionsloven) für Beamte, dass durch feste Gehälter eine Reihe von Lohngesetzen bei der Haushalteinbringung ersetzen sollte. Des Weiteren kam es während seiner Amtszeit als Finanzminister zur Abschaffung der Zahlenlotterie, zur Einführung eines Freimarkensystems 1851 sowie zur Genehmigung des Baus der ersten Telegrafenlinie.
Daneben kam es zur Einsetzung eines Steuer- und Zollrates (Skatte- og Toldområdet) zur Überprüfung einer Reihe veralteter Gesetze zum einen, zum anderen für eine großangelegte Umstrukturierung des Steuer- und Zollsystems, das den Wegfall der Hafenabgabe, die Abschaffung der Getreidesteuer sowie eine Vereinfachung der Branntweinsteuer vorsah. Diese Änderungen traten 1850 an einer vorläufigen Zollgrenze an der Eider in Kraft, die die 1846 verabredete Zolleinheit zwischen Dänemark und dem Herzogtum Schleswig umsetzen sollte. Unter diese Maßnahme fiel auch die Zusammenarbeit mit dem späteren Innenminister Fritz Tillisch zum Aufbau eines militärisch organisierten und in Südschleswig stationierten Gendarmeriekorps zur Durchsetzung der neuen Zollbestimmungen und zur Sicherung der neuen Zollgrenze.
Die Zolleinheit sowie die Notwendigkeit einer umfassenden Umstrukturierung der Abgaben und Steuern sollten auch andere Teilbereiche betreffen und führten 1854 zur Einbeziehung des Herzogtums Holstein. Sponnecks weitergehende Bemühungen zur Erweiterung der Zolleinheit auf das Herzogtum Sachsen-Lauenburg sowie auf Lübeck blieben jedoch ebenso erfolglos wie seine Absicht zur Gründung einer Zollunion zwischen Dänemark und Hamburg.

#### Außenpolitische Standpunkte

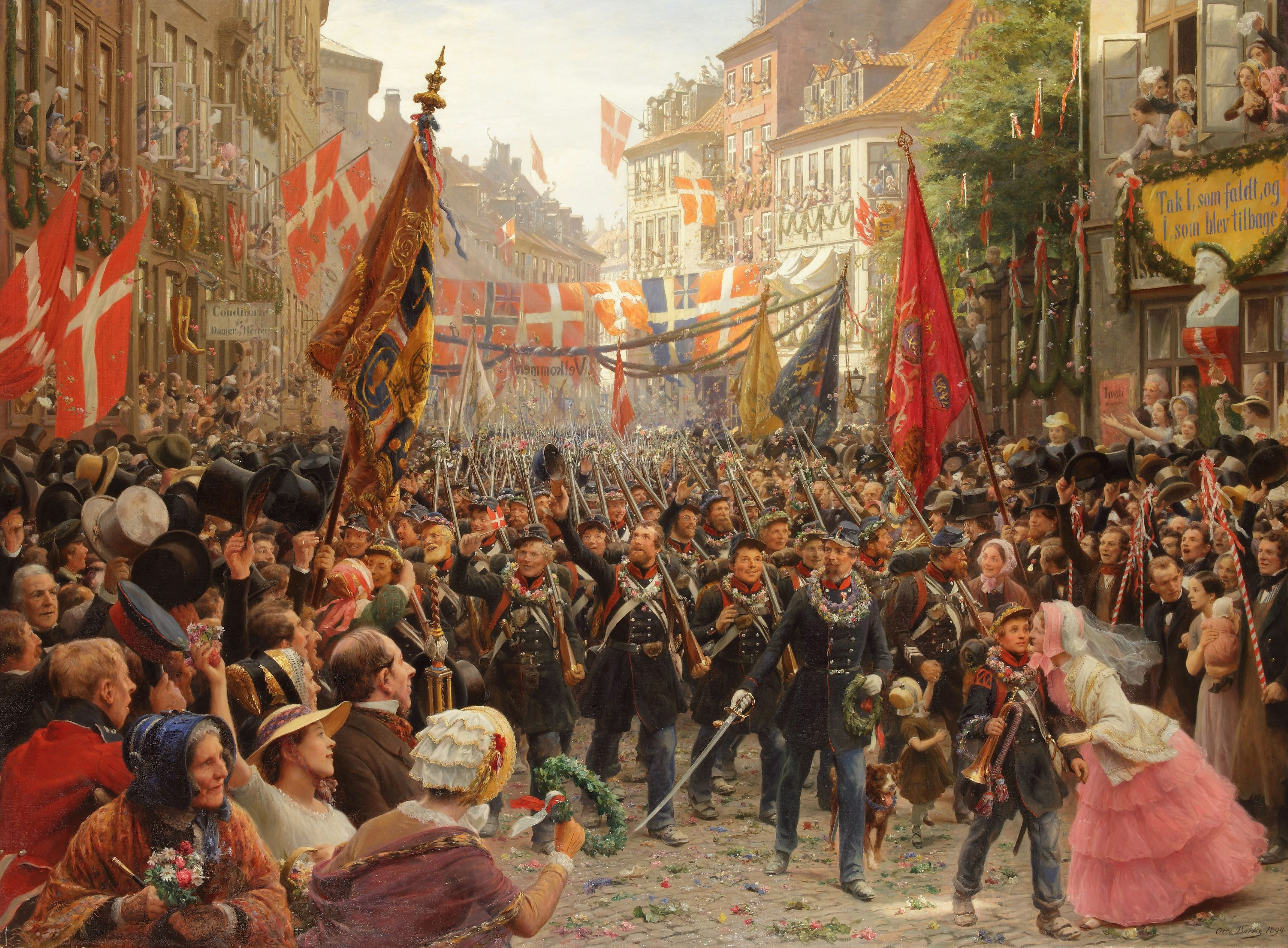
Rückkehr der dänischen Truppen nach Kopenhagen (1849)

Als Finanzminister spielte Sponneck im Novemberministerium zeitweilig eine außenpolitisch bedeutsame Rolle. Dabei nuancierte er seine Ansicht zum Dänischen Gesamtstaat (Helstat) und näherte sich vorsichtig dem Gedanken der Eiderdänen an, die eine Einbeziehung des Herzogtums Schleswig in das Königreich Dänemark nach dem Schleswig-Holsteinischen Krieg (Treårskrigen) anstrebten. Insoweit nahm er eine Mittelposition zwischen den moderaten liberalen Kabinettsmitgliedern, Minister ohne Geschäftsbereich Henrik Nicolai Clausen und Kulturminister Johan Nicolai Madvig, sowie den rechten Ministern ein.
Im August 1850 legte Sponneck gegenüber Clausen einen Plan für die Neuordnung des Königreich vor, der eine engere Verbindung zwischen Dänemark und Schleswig einerseits sowie Holstein und Lauenburg andererseits vorsah. Dieser Plan sah auch die Einsetzung einer Notabelnversammlung vor, die aus Repräsentanten der Reichsteile bestehen sollte. Da sowohl Außenminister (Udenrigsminister) Holger Reedtz (1800–1857) als auch andere Kabinettsmitglieder die Umsetzbarkeit des Plans bezweifelten, wurde Sponneck im Januar und Februar 1851 nach Wien und Berlin zu Verhandlungen mit den Großmächten Österreich und Preußen entsandt. Während dort die Idee einer Notabelnversammlung zunächst positiv aufgenommen wurde, wuchs wenige Monate später der Widerstand gegen den Plan. Sponneck gewann den Eindruck eines starken Misstrauens der konservativen Kräfte im Ausland gegenüber den dänischen Nationalliberalen und deren Einfluss auf die Politik Dänemarks. Da sich sowohl die Eiderpolitik der Eiderdänen als auch sein Notabelnplan als undurchführbar erwiesen, kehrte Sponneck letztlich zu seinem konservativen Gesamtstaatsstandpunkt zurück.

#### Verfassungsprobleme und Regierungskrise 1854
Für diesen Standpunkt trat er auch während der Amtszeiten der Ministerpräsidenten Bluhme und Ørsted ein. Allerdings führte das verfassungsrechtliche Problem bezüglich der zolleinheitlichen Verbindung mit Holstein Bluhme und ihn zu einem erheblichen Konflikt mit den Nationalliberalen. Während der Regierungszeit von Ministerpräsident Ørsted von April 1853 bis Dezember 1854 begann auch die taktische Zusammenarbeit, als Sponneck auf der ersten Reichstagssitzung feststellte, dass die Zustimmung der Gesellschaft der Bauernfreunde (Bondevennernes Selskab) schwand. Er befand sich nun im rechten Lager des konservativen Kabinetts und suchte die Lösung der Verfassungsprobleme in einer autokratische Regelung.
Im Mai 1853 legte er den ersten provisorischen Haushaltsentwurf vor und am 26. Juli 1854 zu dessen oktroyierter Verabschiedung. Bei den weiteren Verhandlungen vor dem vorläufigen Reichsrat nahm er als Regierungskommissar teil.
Als am 12. Dezember 1854 Peter Georg Bang neuer Ministerpräsident wurde, war Sponneck der am meisten verachtete Minister der bisherigen Regierung. Nachfolger als Finanzminister in der Regierung Bang wurde Carl Christoffer Georg Andræ von der Gesellschaft der Bauernfreunde.

### Generalzolldirektor, Abschaffung des Sundzolls und Zollgesetz von 1863

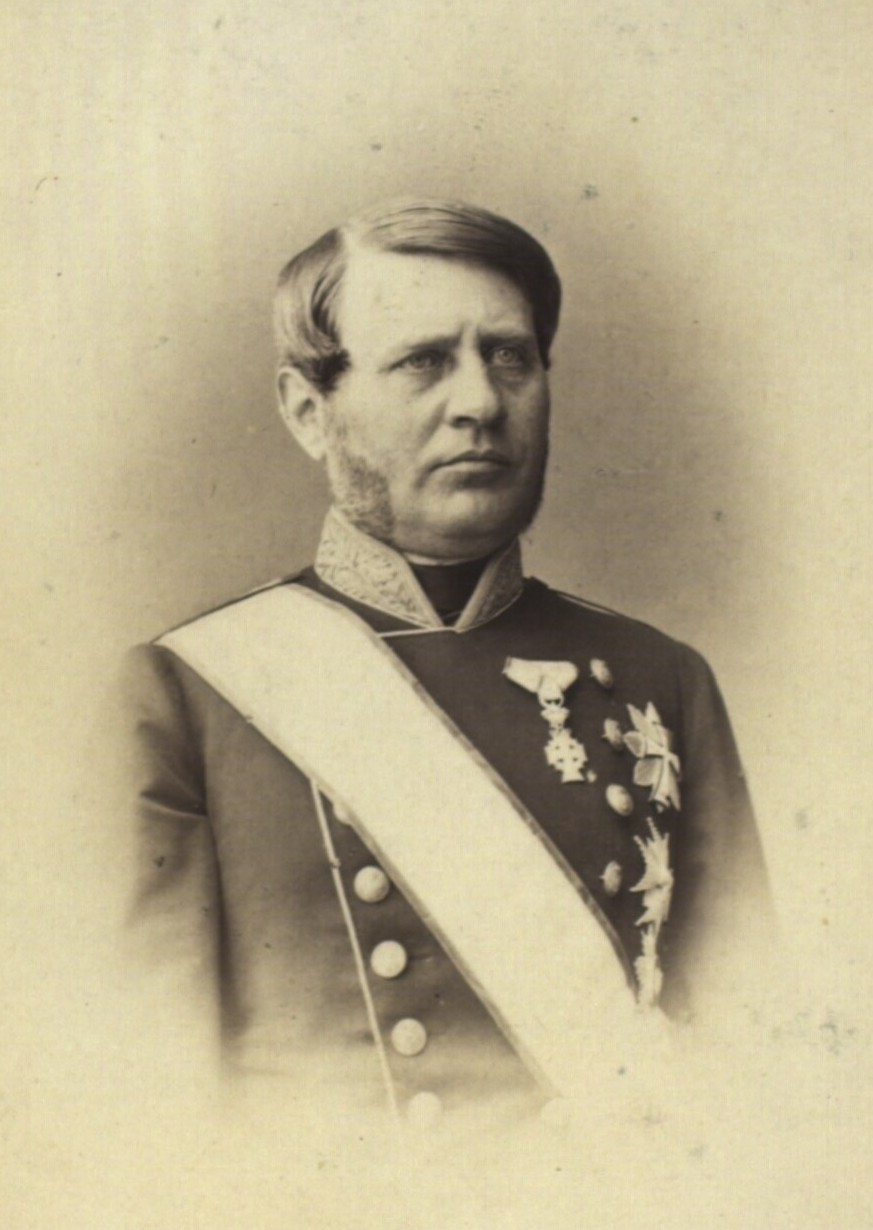
Wilhelm Sponneck auf einer Fotografie von Georg Emil Hansen (um 1860)

Als anerkannter Fachmann für Finanz- und Verwaltungsreformen wurde er von seinem politischen Gegner Andræ jedoch zum Generalzolldirektor (Generaltolddirektør) ernannt und bekleidete diese Funktion bis Juni 1863.
Aufgrund der Rüstungsausgaben während des Krimkrieges war zwischen 1855 und 1856 ein Amtsenthebungsverfahren (Rigsretssagen) gegen alle Kabinettsmitglieder beabsichtigt, das dann jedoch auf ihn und die beiden Militärminister (Kriegs- und Marineminister) beschränkt wurde und letztlich ergebnislos verlief. Obwohl er sich aus dem politischen Vordergrund zurückzog, wurde er bei Regierungskrisen in den folgenden Jahren immer wieder als mögliches Regierungsmitglied genannt, wobei er mittlerweile eine ultrakonservative Haltung eingenommen hatte.
Als Generalzolldirektor wirkte Sponneck weiterhin an maßgeblichen Reformvorhaben im Finanz- und Zollwesen mit und trug unter anderem zur endgültigen Aufhebung des Sundzolls (Sundtold) 1857, eine 1429 von König Erik VII. von Dänemark als Schiffszoll eingeführte Abgabe, die nicht-dänische Schiffe, die den Öresund durchfuhren, in Helsingør zu entrichten hatten.
In seinem 1859 veröffentlichten Buch Den holstenske Stænderforsamling og Forfatningssagen trat er für eine Selbständigkeit Holsteins innerhalb des dänischen Gesamtstaates ein und bezeichnete darin „Absolutismen in den gemeinsamen Fällen als notwendiges und natürliches Provisorium“ (‚Absolutismen i Fællessagerne for et nødvendigt og naturligt Provisorium‘). Derartige Ansichten wurden vom damaligen Ministerpräsidenten Carl Christian Hall als „Schreckgespenst“ bezeichnet.
Darüber hinaus wirkte er nachhaltig an einem neuen königlichen Zollgesetz mit. Dessen Aushandlung verzögerte sich jedoch auf Zusammenarbeitsschwierigkeiten im Gesamtstaat, so dass es erst 1863 verabschiedet wurde. Allerdings beinhaltete dieses Gesetz im Wesentlichen die Ansicht Sponnecks und blieb bis 1908 in Kraft. Das Gesetz behielt ein System gemäßigter Schutzzölle bei, sah ansonsten aber einfache und praktische Zolltarife vor. Als Verfechter des Freihandels zur Steigerung des Warenverkehrs wurde er Ehrenmitglied des nach dem britischen Unternehmer Richard Cobden benannten Cobden Club. Das Gesetz war jedoch nicht in erster Linie für die Wirtschaft gedacht, sondern als sichere Einnahmequelle für den Staat.
Nach seinem Ausscheiden als Generalzolldirektor wurde ihm 1863 der Titel eines Geheimrats (Gehejmekonferensråd) verliehen.

### Berater König Georgs I. von Griechenland und Kandidat für Ministerämter

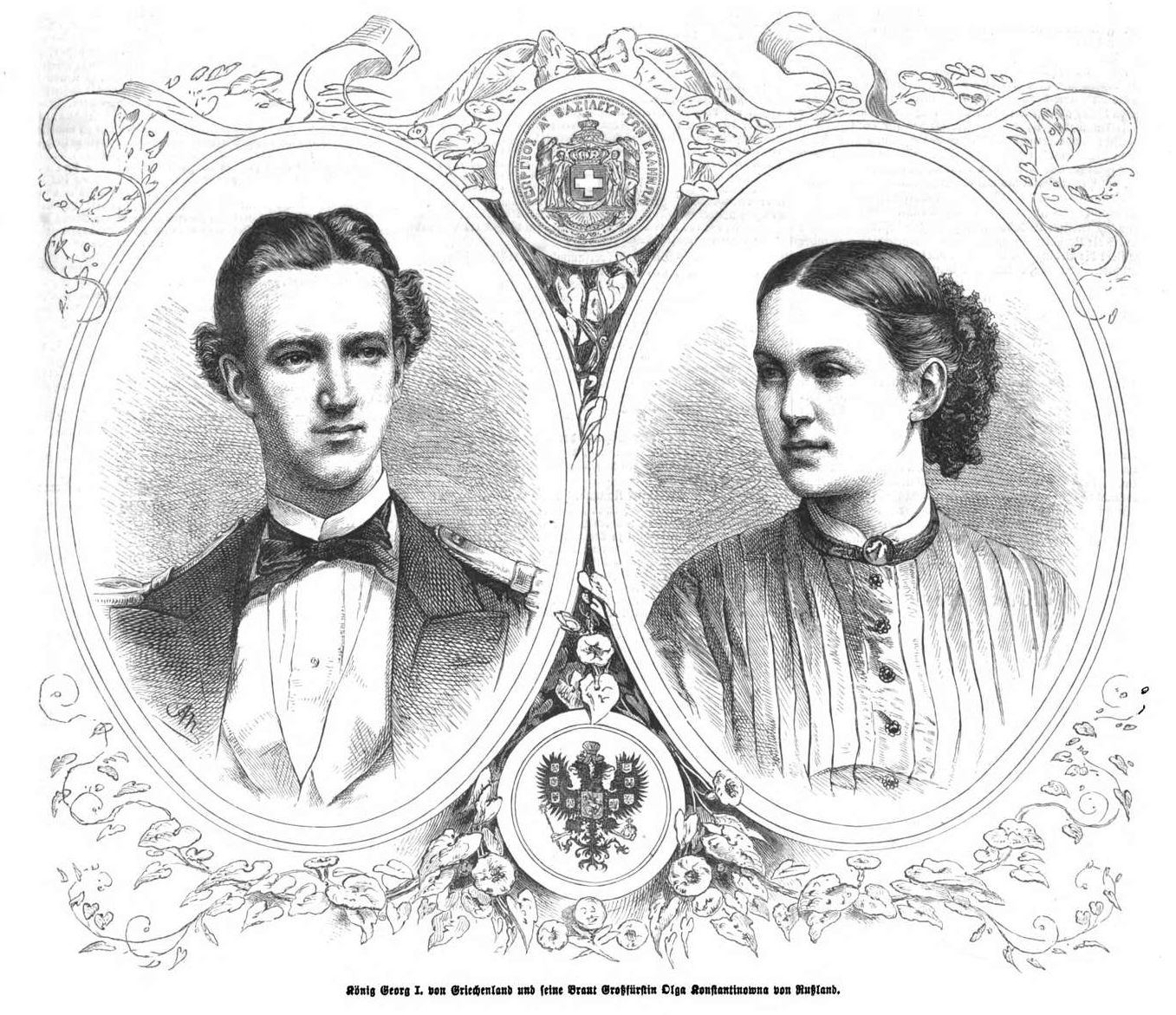
Georg I. und Olga Konstantinowa als Verlobte, 1867, Grafik von Adolf Neumann

Im September 1863 reiste Sponneck zusammen mit dem 18-jährigen Prinz Wilhelm von Schleswig-Holstein-Sonderburg-Glücksburg nach Griechenland, nachdem dieser als Georg I. zum König von Griechenland gewählt worden war. Ursprünglich sollte er für fünf Jahre als Berater des Königs in Griechenland bleiben, verließ das Land aber bereits 1865 aus gesundheitlichen Gründen.
Kurz nach seiner Abreise nach Griechenland verstarb am 15. November 1863 der aus dem Haus Oldenburg stammende König Friedrich VII. und wurde von dem aus dem Haus Schleswig-Holstein-Sonderburg-Glücksburg stammenden Christian IX. abgelöst. Aufgrund der in der Folgezeit aufkommenden Grundgesetzstreitigkeit kam es zu einer Regierungskrise, in deren Verlauf Sponneck als möglicher Ministerpräsident und Nachfolger von Carl Christian Hall genannt wurde. Allerdings folgte diesem Ditlev Gothard Monrad am 31. Dezember 1863 als Ministerpräsident (Konsejlspræsident).
Im August 1866 bot ihm Ministerpräsident Christian Emil Krag-Juel-Vind-Frijs das Amt des Kriegsministers an und stellte ihm in dessen Nachfolge auch das Amt des Ministerpräsidenten in Aussicht, was von Sponneck jedoch abgelehnt wurde. Als es ein Jahr später 1867 zu einem Konflikt zwischen König Christian IX. und der Regierung Frijs kam, beabsichtigte der König vorübergehend Sponneck mit der Bildung einer neuen Regierung zu beauftragen.

### Abgeordneter und Funktionen in der Wirtschaft
1867 wurde Sponneck als Abgeordneter in das Folketing gewählt und vertrat dort bis 1869 den Wahlkreis Ålborg. 1869 verzichtete er auf eine Wiederwahl und schlug auch spätere Kandidaturen für die politische Rechte aus.
Stattdessen übernahm er mehrere führende Funktionen in der Wirtschaft. Nachdem er seit 1866 Mitglied des Kontrollausschusses der Eisenbahnunternehmen Dänemarks (Det Sjællandske Jernbaneselskab) war, wurde er 1871 Vorsitzender dieses Gremiums. Daneben wurde er 1868 Direktor der Nationalbank sowie Mitglied des Vorstandes der Großen Nordischen Telegrafengesellschaft (Det store nordiske Telegrafselskab).
Diese Funktionen gab er 1873 auf, nachdem er Direktor der von David Baruch Adler (1826–1878) neugegründeten Kjøbenhavns Handelsbank geworden war und diese Funktion bis zu seinem Tod bekleidete. Allerdings behielt er sein Amt als Vorsitzender des Aufsichtsrates der Versicherungsgesellschaft auf Gegenseitigkeit (Det gjensidige Forsikringsselskab ‚Danmark‘) bei, das er 1870 übernommen hatte. Ferner wurde er 1872 Vorsitzender der Münzkommission (Møntkommissionen).
Als Eigentümer des Gutshofes Heslegård in Hellerup war er zwischen 1868 und 1880 auch Mitglied des Amtsrates von Kopenhagen und darüber hinaus mehrere Jahre Vorsitzender des Rates der Gentofte Sogn.
Aus seiner Ehe mit Annette Sigfride Lowzow ging sein Sohn Wilhelm Sponneck hervor, der Dänemark als Gesandter unter anderem in Österreich-Ungarn und Schweden vertrat. Seine Tochter Elisabeth Sponneck war mit dem Pädagogen Jean Pio verheiratet, dem älteren Bruder des Sozialistenführers Louis Pio, der als Begründer der Arbeiterbewegung in Dänemark gilt.

## Veröffentlichungen
- Om Toldvæsen i Almindelighed og det danske Toldvæsen i Særdeleshed, 1840
- Den holstenske Stænderforsamling og Forfatningssagen, 1859